# Eupsilia contacta
Eupsilia contacta är en fjärilsart som beskrevs av Butler 1878. Eupsilia contacta ingår i släktet Eupsilia och familjen nattflyn. Inga underarter finns listade i Catalogue of Life.